# Ryōtarō Hiramatsu
Ryōtarō Hiramatsu (japanisch 平松 遼太郎 Hiramatsu Ryōtarō; * 5. April 1996 in der Präfektur Nara) ist ein japanischer Fußballspieler.

## Karriere
Ryōtarō Hiramatsu erlernte das Fußballspielen in der Schulmannschaft der Aomori Yamada High School sowie in der Universitätsmannschaft der International Pacific University. Seinen ersten Vertrag unterschrieb er am 1. Februar 2019 beim FC Imabari. Der Verein aus Imabari, einer Stadt in der Präfektur Ehime, spielte in der vierten japanischen Liga, der Japan Football League. Ende der Saison stieg der Verein als Tabellendritter in die dritte Liga auf. Sein Drittligadebüt gab er am 16. August 2020 (10. Spieltag) im Auswärtsspiel gegen Azul Claro Numazu. Hier stand er in der Startelf und spielte die kompletten 90 Minuten. Imabari gewann das Spiel mit 1:0. Insgesamt absolvierte er sieben Drittligaspiele für Imabari. Im Januar 2021 unterschrieb er einen Vertrag beim Viertligisten Nara Club in Nara. Am Ende der Saison 2022 feierte er mit dem Verein die Meisterschaft und den Aufstieg in die dritte Liga.

## Erfolge
Nara Club
- Japanischer Viertligameister: 2022  ▲